# U91 (潜水艦・2代)
U-91は、第二次世界大戦中のナチス・ドイツ海軍のVIIC型Uボートである。
U-91はリューベックにあるフレンダー造船所で建造番号295として起工され、1941年11月30日に進水し、1942年1月28日に艦長のハインツ・ヴァルカーリング中尉の下で就役した。1943年4月20日、艦長をハインツ・フンガースハウゼン中尉に交代した。
U-91は比較的成功したUボートで、14か月の艦生で6回の哨戒を行い、26000トン以上の連合国船を撃沈した。U-91は15回ウルフパックに参加した。第5潜水隊群で訓練を受けた後、1942年9月1日に作戦行動のため、U-91は第9潜水隊群に配属された。

## 艦歴

### 第1哨戒
1942年8月14日、U-91は第1哨戒のためキールを出港した。アイスランドとフェロー諸島の「ギャップ」を乗り越えて、9月1日にU-91はPBYカタリナの攻撃を受けた。(この攻撃は最初はU-756に対して行われたと考えられていた)
9月12日、ON127船団の護衛船に発砲され、U-91は小破した。
9月14日、U-91はカナダ駆逐艦オタワを撃沈した。2時5分、U-91は2本の魚雷を発射し命中したことを確かめた。2時15分、U-91は損傷したオタワと再び遭遇したが、オタワを別の船と間違え3本目の魚雷を発射し、オタワは沈没し、乗船中の181人の乗組員のうち114名が死亡した。
9月26日、またU-91はニューヨークをファーベル岬(グリーンランド)南東で撃沈した。
8月6日、U-91はフランス大西洋岸のブレストにドック入りした。

### 第2哨戒
1942年11月1日、U-91はブレストを出港して2回目の急襲を開始し、12月26日に終えた。この航海で大した出来事はなかった。

### 第3哨戒
U-91は「航空機による爆弾と水上艦による爆雷の雨」にさらされ、1943年2月21日に修理を行うため攻撃の中止を余儀なくされた。
U-91はすぐに復帰した。3月17日、U-91はHX229船団を攻撃した。2隻のアメリカ船ハリー・ルッケンバックとイレーネ・デュポンがイギリス商船ナリバと共に撃沈された。ルッケンバックに3時37分から3時41分の間に発射された5本のうち2本の魚雷が命中した。ルッケンバックはわずか3分で沈没し、80名の乗員のうち71名は救命ボートに避難したが、彼らが救助されたという報告はない。ナリバとイレーヌ・デュポンはその日既にU-600により損傷していた。5時56分、U-91は魚雷を3本発射した。2本がデュポンに命中し沈没、3本目はナリバに命中し損傷した。
3月27日、帰還中のU-91はビスケー湾の西端でイギリス空軍第172飛行隊のリー・ライトを装備したビッカース・ウェリントンの攻撃を受けた。損傷はなかったが、U-91は甲板に3名の乗組員を乗せたまま潜航した。2人は救助されたが、3人目は発見できなかった。
3月29日、U-91はフランスに帰還したが、ブレストではなくロリアンへ帰還した。

### 第4哨戒
1943年4月29日、4回目の出撃を開始した。この哨戒でも大した出来事はなかったが、6月7日にブレストで終了した。

### 第5哨戒
1943年10月26日、U-91はカナダ空軍第10飛行隊のB-24リベレーターの攻撃を受けた。損傷を受けていないU-91は燃料を補給するためにU-584を探していた。リベレーターの攻撃でU-420が沈没したと思われた。数日後(31日)、U-584を発見し、U-91は補給作戦を開始したが、2隻は護衛空母カードの航空機に発見された。大混乱の後、U-91は潜航後損傷を受けることなく脱出したが、U-584はそこまで運がなく、沈没した。

### 第6哨戒と喪失
1944年1月25日、U-91は最後にブレストを出港した。2月26日、U-91はイギリスのフリゲートのアフレック、ゴア、グールドからの爆雷により北大西洋の中央で沈没した。
ハインツ・フンガースハウゼン中尉含む36名の乗組員がU-91と共に死亡した。生存者は16名であった。

### 哨戒一覧
| # | 出発     | 日付          | 到着     | 日付           | 期間 |
| - | -------- | ------------- | -------- | -------------- | ---- |
| 1 | キール   | 1942年8月15日 | ブレスト | 1942年10月6日  | 53日 |
| 2 | ブレスト | 1942年11月1日 | ブレスト | 1942年12月26日 | 56日 |
| 3 | ブレスト | 1943年2月11日 | ロリアン | 1943年3月29日  | 47日 |
| 4 | ロリアン | 1943年4月29日 | ブレスト | 1943年6月7日   | 40日 |
| 5 | ブレスト | 1943年9月21日 | ブレスト | 1943年11月22日 | 63日 |
| 6 | ブレスト | 1944年1月25日 | 沈没     | 1944年2月26日  | 33日 |

### ウルフパック
U-91は15のウルフパックに参加した。
- フォアヴェルツ (1942年8月25日～9月26日)
- ナッター (1942年11月6日～11月8日)
- ヴェストヴァル (1942年11月8日～12月12日)
- クナッペン (1943年2月19日～2月25日)
- ブルクグラーフ (1943年3月4日〜3月5日)
- ラウプグラーフ (1943年3月7日〜3月17日)
- 名称なし (1943年5月5日〜5月10日)
- レッヒ (1943年5月10日～5月15日)
- ドナウ2 (1943年5月15日～5月26日)
- ロスバッハ (1943年10月6日〜10月9日)
- シュリーフェン (1943年10月14日〜10月22日)
- ジークフリート (1943年10月22日〜10月27日)
- イーゲル2 (1944年2月3日～2月17日)
- ハイ1 (1944年2月17日〜22日)
- プロイセン (1944年2月22日〜26日)

### 戦果一覧
| 日付          | 船名                   | 国籍       | 総トン数 | 結果 |
| ------------- | ---------------------- | ---------- | -------- | ---- |
| 1942年9月14日 | オタワ                 | カナダ海軍 | 1,375    | 沈没 |
| 1942年9月26日 | ニューヨーク           | イギリス   | 4,989    | 沈没 |
| 1943年3月17日 | ハリー・ルッケンバック | アメリカ   | 6,366    | 沈没 |
| 1943年3月17日 | イレーネ・デュポン     | アメリカ   | 6,125    | 沈没 |
| 1943年3月17日 | ナリバ                 | イギリス   | 8,714    | 沈没 |